# Polonia ai XV Giochi olimpici invernali
La Polonia partecipò ai XV Giochi olimpici invernali, svoltisi a Calgary, Canada, dal 13 al 28 febbraio 1988, con una delegazione di 32 atleti impegnati in sei discipline.